# Dionaea (mouche)
Ne doit pas être confondu avec Dionée attrape-mouche.
Genre
Dionaea (les Dionées) est un genre d'insectes diptères de la famille des tachinidés, des mouches dont les larves sont parasites d'insectes. 

## Liste d'espèces rencontrées en Europe
- Dionaea aurifrons (Meigen, 1824)
- Dionaea flavisquamis Robineau-Desvoidy, 1863
- Dionaea magnifrons Herting, 1977